# 连衣裤

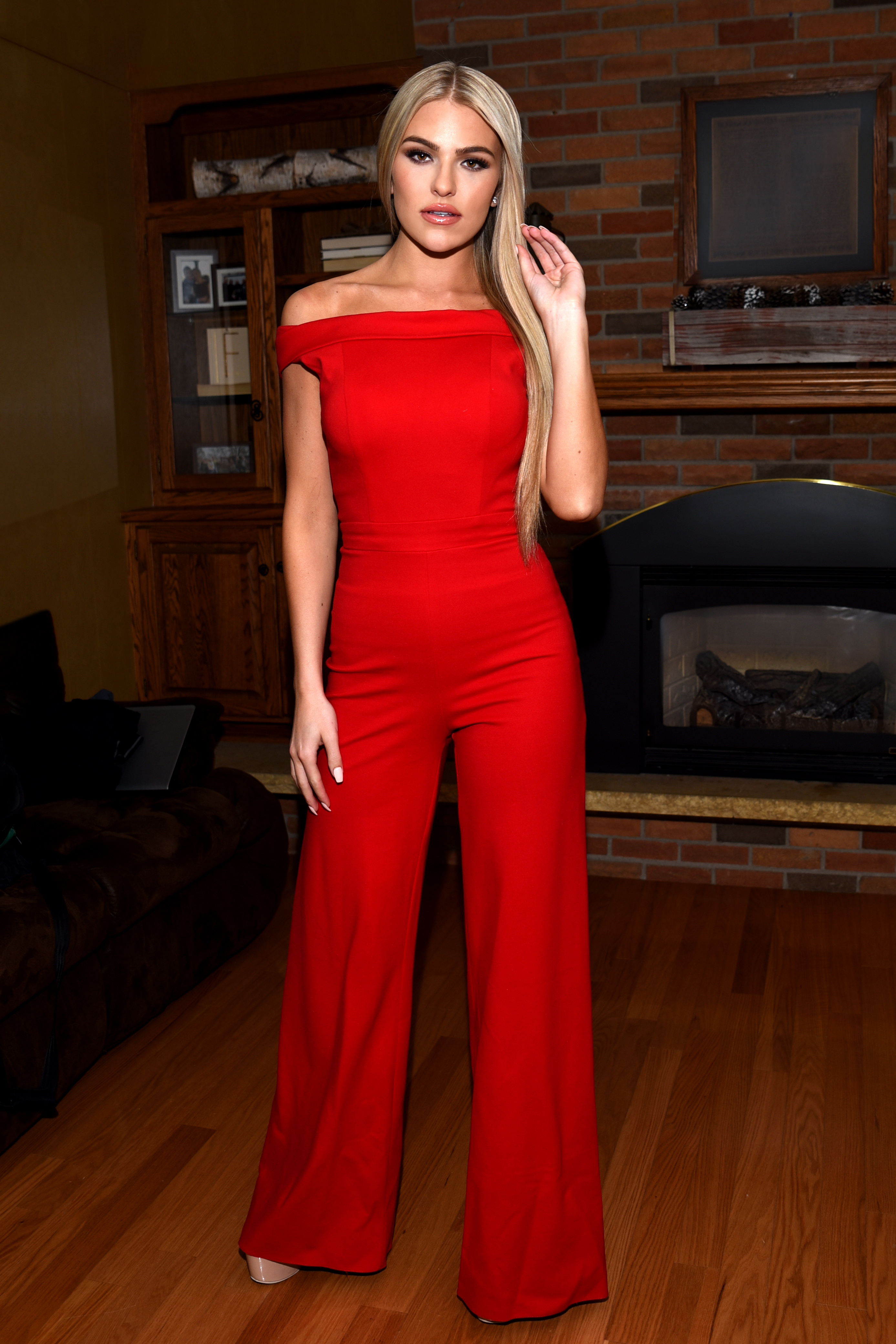
穿着连衣裤的女子

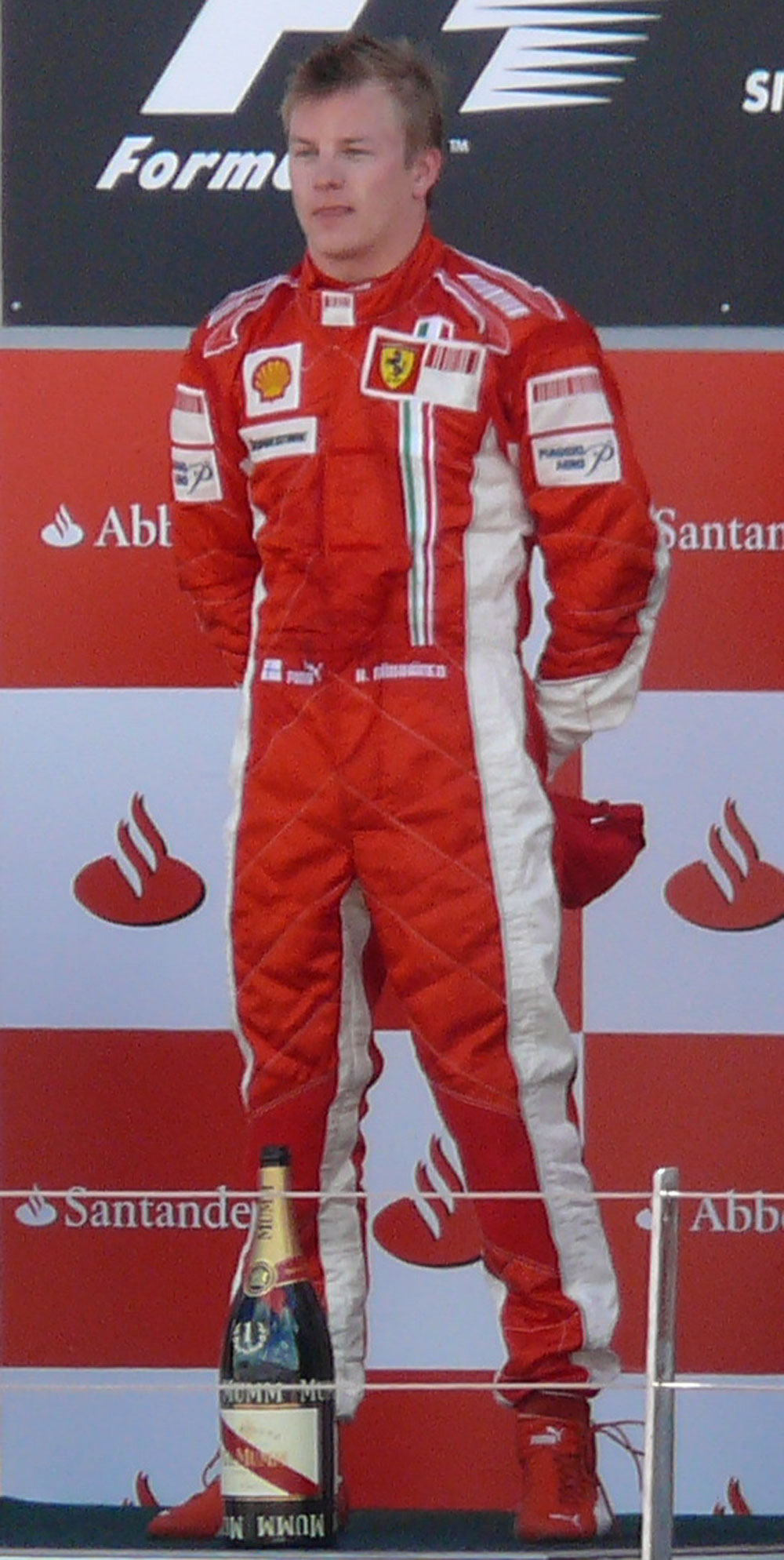
身穿連衣褲的一级方程式赛车手奇米·雷克南

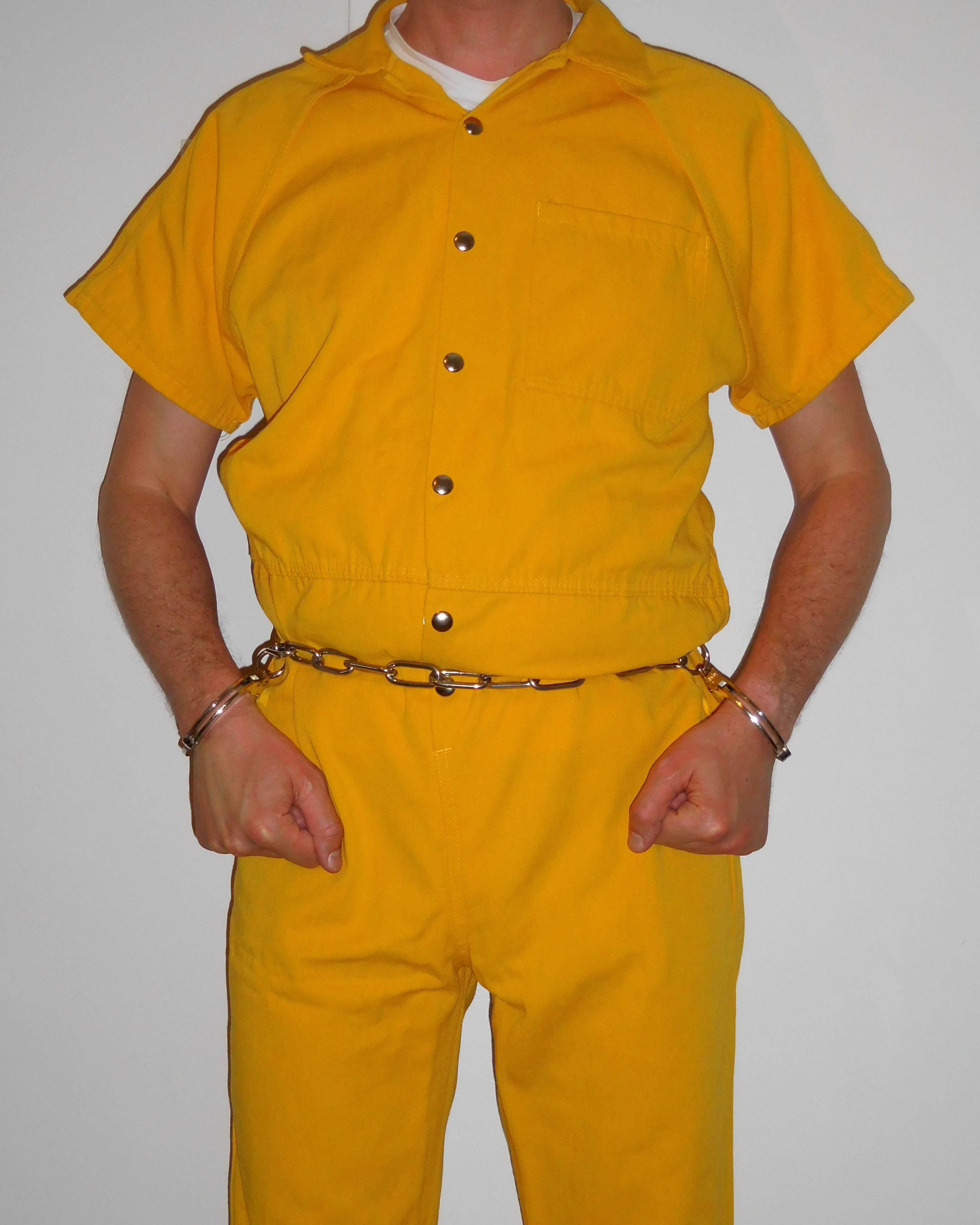
身穿黄色连衣褲的囚犯

连衣裤是一種將上衣和褲子縫在一起的服裝，通常這種服裝不會包住腳、手或者整個頭部。连衣裤的雛形是跳伞運動員所穿著的服裝。如果要上廁所的話，穿著连衣裤會不方便，因為要將整件連衣褲脫下才能上廁所，除非在連衣褲當中靠近兩腿中間的地方開一個口子。在美國，有些犯人穿的囚服就是一種短袖连衣裤。